# رابرت سانکارا
رابرت سانکارا (انگلیسی: Robert Sankara؛ زادهٔ ۱۸ فوریهٔ ۱۹۸۵) بازیکن فوتبال اهل بورکینافاسو بود.
از باشگاه‌هایی که در آن بازی کرده است می‌توان به باشگاه فوتبال الهلال ام‌درمان و باشگاه فوتبال آسک میموساس اشاره کرد.
وی همچنین در تیم ملی فوتبال بورکینافاسو بازی کرده است.